# Jan Bobola (1545–1605)
 Jan Bobola herbu Leliwa (ur. 1545, zm. 5 grudnia 1605) – dziedzic dóbr koło Krosna, stryj  św. Andrzeja Boboli.
Urodził się w 1545 w rodzinie szlacheckiej jako syn Krzysztofa Boboli i Elżbiety Wielopolskiej.
Był  bratem Andrzeja i Mikołaja -  (według ks. Poplatka) ojca św. Andrzeja,  oraz siostry Anny Drohojowskiej.
Mąż Urszuli Dmosieckiej  miał wielodzietną rodzinę; trzy córki i pięciu synów: 
- Krzysztof Bobola (1604–1641) – poeta
- Wojciech Bobola - dowódca oddziałów, który zginął w bitwie pod Smoleńskiem w 1606,
- Sebastian Bobola (1586–1649) -  ukończył seminarium  w zakonu jezuitów w Rzymie, ks. profesor, jezuita, autor książeczek religijnych.
- Jakub Bobola (1573-1636) -  podczaszy sandomierski, ufundował kaplicę św. Ignacego przy kolegium w Sandomierzu.
- Kacper Bobola -(zm. 1645) kanonika krakowskiego i sekretarza koronnego, fundatora kaplicy św. Ignacego przy kolegium w Krakowie.
- Anna  Kowalkowska z Bobolów

Posiadał on w 1578 r. część wsi Winiary Większe, (pow. Sandomierz).  W 1594 r., jako podkomorzy sandomierski, otrzymał wójtostwo w Pawłowie - wsi, należącej do benedyktynów świętokrzyskich (pow. Sandomierz), w nagrodę zasług im wyświadczonych. 
W imieniu brata swego Andrzeja (podkomorzego koronnego), pełnił on funkcje namiestnika w parafii Dobrowoda. W tym charakterze stawał w konsystorzu sandomierskim w 1595 r., w sprawie dziesięciny, należnej plebanowi sandomierskiemu.
Epitafium Jana z czerwonego piaskowca ufundowane przez syna Jakuba zachowało się do dziś w kościele św. Marii Magdaleny w Dobrowodzie. 